# Myrmarachne melanotarsa
Myrmarachne melanotarsa este o specie de păianjeni din genul Myrmarachne, familia Salticidae, descrisă de Wesolowska, Salm în anul 2002. Conform Catalogue of Life specia Myrmarachne melanotarsa nu are subspecii cunoscute.